# Паскуале Чіконья
Паскуале Чіконья (італ. Pasquale Cicogna) — 88-й венеційський дож у 1585—1595 роках.

## Біографія
Належав до роду з «нових патриціїв», незважаючи на те, що що її представники мешкали на островах Венеційської лагуни, але були частиною «народу» (буржуа) до XIV ст. Родина володіла великими землями, зокрема навколо Кандії, столиці Криту. Син Габріеле Чіконья з гілки Да Ретімо-е-да Санта-Терніта та Марини Манолессо. Будучи дуже релігійною людиною, він завжди був дуже прив'язаний до церкви Санта-Марія-Ассунта. З квітня 1534 року по липень 1536 року він був тесорієм (скарбником) Патрії дель Фріулі (Князівства-патріаршества Аквілейського). Між червнем 1539 і червнем 1541 року був каштеляном Корфу, потім з березня 1542 року по березень 1544 року обіймав ту саму посаду на Лесіні, а потім з жовтня 1544 року по жовтень 1546 року став проведитором фортеці Рокка-д'Анфо. У 1548 році він одружився з Лаурою Морозіні з гілки родини Сан-Поло.
З вересня 1549 по вересень 1550 року призначається одним з проведиторів, що наглядав за діяльністю приватних кредитних банків, а з березня 1550 року по липень 1551 року обіймав посаду судді в курії з петицій. З жовтня 1553 року по лютий 1555 року він був сопраконсолі торгівельних суддів, потім з червня 1556 року по червень 1557 року він був одним із десяти експертів (саві) з податків на Ріальто.
З січня 1558 року по вересень 1560 року був призначений ректором (намісником) міста Ретимно на заході Криту, де успішно боровся зі злодіями. З 1564 по 1565 рік був подестою Тревізо. 1566 року увійшов до колегії, яка займалась питаннями регулювання річки К'ямпо на захід від Віченци. 
1567 року призначається цензором. Того ж року стає герцогом (намісником) Криту. За час його урядування відбувся османський набіг на Суду, потім піратський напад на Ретімо, а також повстання селян. 1572 року увійшов до Малої ради. 1573 року призначається проведитором Ханьї на о.Крит. йому вдалося запобігти голоду, а також приборкати насильство солдатів та розбійників. Мешканці встановили йому кінну статую. Його молода дружина Лаура померла в Кандії. У 1574, 1575, 1578 роках обирається до Малої ради. У 1576—1577 роках був подестою Падуї. 
Між 1580 і 1585 роками Чіконья п'ять разів обирався Ради старійшин (мудрих), щоразу суворо дотримуючись встановленої шестимісячної перерви в посаді. 1582 року стає проведитором фортець, відповідаючи за тримання укріплень в необхідному стані. 1583 року обирається прокуратором Святого Марка, а 1584 року — проведитором Арсеналу.
1585 року після смерті дожа Ніколо да Понте збори Ради сорока з вибору його наступника швидко перетворився на хаос, і навіть дійшло до бійок між прихильниками «старого патрциіату» Вінченцо Морозіні і Джакомо Емо. Після 53 турів 18 серпня вирішили обрати Чіконью, якого, втім, не було у списку претендентів і він був дуже здивований цією новиною.
Він порушив традицію, розкидаючи натовпу під час процесії сходження на трону срібні монети, а не золоті дукати. З того часу ці монети були відомі як «чикогніні». З продовженням правління дожа його популярність зростала, оскільки він був дуже дипломатичним і міг успішно вирішувати значні проблеми.
1590 року ініціював масштабну реконструкцію Сплітського порту, що тривало до 1591 року й зрешттою призвело до збільшення зиску для венеційської торгівлі. Одним з його найбільших успіхів було зведення кам'яного мосту Ріальто, єдиного мосту через Великий канал, між 1588 і 1591 роками. Хоча Мікеланджело, Палладіо та Сансовіно подали проекти, Паскуале Чіконья обрав скромнішого архітектора Антоніо да Понте та його небожа Антоніо Контіно для проектування та перебудови мосту Ріальто. Після того, як Паскуале Чіконья помер на мосту було викарбувано пам'ятник дожу. Також був ініціатором спорудження мосту Зітхань, який почали зводити 1590 року, а завершили після смерті дожа. 1591 року почалося спорудження в'язниці Пйомбі.
Підтримував претензії короля Генріха Наваррського на французький престол і переконав папу римського Сікста V підтримати Генріха в обмін на його навернення до католицизму. Але стосунки з наступним папою римським Климентом VIII погіршилися, оскільки останній обіймав проіспанську позицію. Також залишалася невирішеною проблема ускоків у північній Далмації та османських піратів у південній Дапмації. 1592 року особисто запросив Галілео Галілея для викладання у Падуанському університеті.
Помер від лихоманки 2 квітня 1595 року. Його було поховано у церкви Санта-Марія-Ассунті. 